# Invacar

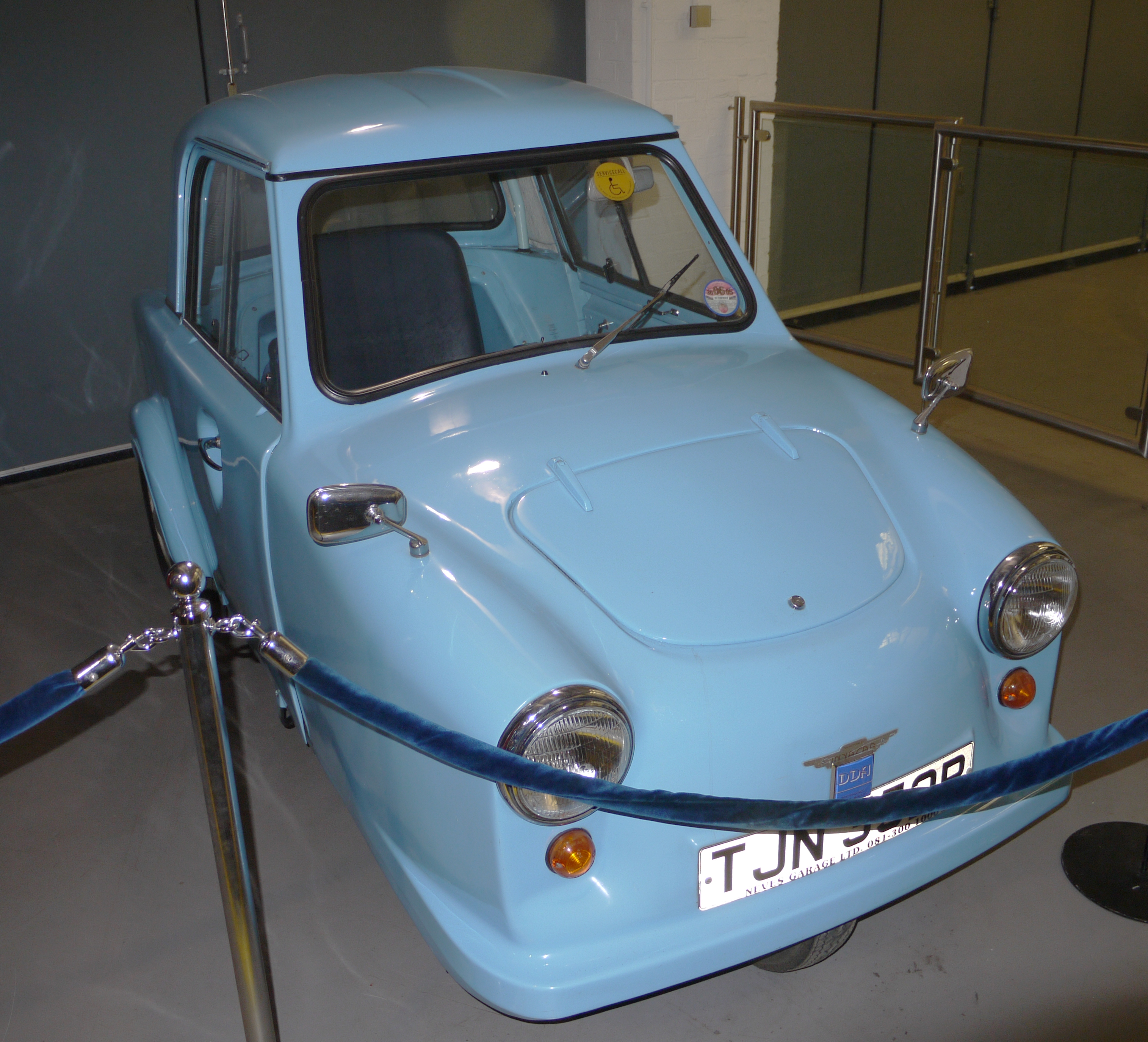
Invacar Model 70

Invacar was een Brits merk van invalidenvoertuigen. 
Kort na de Tweede Wereldoorlog bouwde Bert Greeves samen met zijn verlamde neef Derry Preston-Cobb een gemotoriseerde rolstoel voor Perry. In 1948 bouwden ze op basis van een motorfiets een kleine driewielige auto voor Derry. Ze realiseerden zich dat er door het grote aantal oorlogsinvaliden mogelijkheden waren het voertuig te verkopen en namen contact op met de regering. Via het Ministry of Pensions kregen ze een contract om in de komende jaren invalidenvoertuigen te produceren en richtten Invacar Ltd. op. De voertuigen werden echter ook geproduceerd bij Dingwall & Son, AC Cars, Barret, Tippen & Son, Thundersley en Coventry Climax. 
De eerste voertuigen werden aangedreven door een luchtgekoelde Villiers 147cc-tweetaktmotor, maar toen deze inbouwmotor in 1970 uit productie ging werd hij vervangen door veel sterkere 500- en 600cc-Steyr-Puch-motoren, die topsnelheden tot 130 km/uur mogelijk maakten. 
In de jaren zestig en -zeventig werden tienduizenden exemplaren van de Invacar met zijn glasvezelcarrosserie en blauwe lak (bijgenaamd Ministry Blue naar het Ministry of Health) geproduceerd. In de loop van de tijd kreeg de dwergauto een grotere wielbasis en Austin Mini-10 inch wielen. De productie eindigde toen het contract met het Department of Health and Social Security in 1977 eindigde, mede omdat de auto niet meer aan de veiligheidseisen voldeed. 
In 2003 werden alle Invacars die eigendom waren van de Britse overheid teruggeroepen vanwege de veiligheidseisen. Ook honderden Invacars die nog in opslag stonden werden gesloopt. Invacars die in privé-eigendom waren mogen nog steeds gebruikt worden. 
De Invacars werden door de overheid verhuurd aan gehandicapten als onderdeel van hun uitkering, maar in de laatste jaren was de populariteit van de Invacar al teruggelopen omdat steeds meer gewone auto's konden worden aangepast aan het gebruik door gehandicapten. 